# Quebrada de Oro (Veraguas)
Quebrada de Oro es un corregimiento del distrito de Soná en la provincia de Veraguas, República de Panamá. La localidad tiene 469 habitantes (2010).